# Bountya
Bountya is een geslacht van kevers uit de familie van de loopkevers (Carabidae). De wetenschappelijke naam van het geslacht is voor het eerst geldig gepubliceerd in 1971 door Townsend.

## Soorten
Het geslacht Bountya is monotypisch en omvat slechts de volgende soort:
- Bountya insularis Townsend, 1971